# Politiezone Brussel HOOFDSTAD Elsene

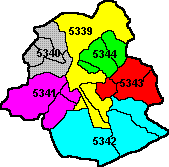
Politiezone 5339 in het geel.

De Politiezone Brussel HOOFDSTAD Elsene (nummer 5339) is een van de zes zones van het Brussels Hoofdstedelijk Gewest en omvat de hoofdstad Brussel (inclusief de deelgemeenten Laken, Neder-Over-Heembeek, Haren en Brussel zelf) en de gemeente Elsene. De zone is onderverdeeld in drie districten:
1. Brussel-centrum
2. De drie andere deelgemeenten (Laken, Neder-Over-Heembeek en Haren)
3. Elsene

Op het grondgebied van de zone liggen vele belangrijke plaatsen zoals de Europese instellingen, het Koninklijk Paleis, verschillende parlementsgebouwen, ...
Deze politiezone heeft ook een anti-overvalbrigade (AOB).
HCP Van Wymersch ging eind 2016/begin 2017 met pensioen. Hij zal opgevolgd worden als Korpschef door HCP Goovaerts.